# Lieftinckana
Lieftinckana is een geslacht van halfvleugeligen uit de familie schuimcicaden (Cercopidae). De wetenschappelijke naam van dit geslacht is voor het eerst geldig gepubliceerd in 1955 door Lallemand & Synave.

## Soorten
Het geslacht Lieftinckana  is monotypisch en omvat slechts de volgende soort:
- Lieftinckana plagiata Lallemand & Synave, 1955